# Monedă bizantină
Moneda bizantină utilizată în Imperiul Roman de Răsărit, după căderea celui de Apus, consta îndeosebi în două tipuri de piese: solidus sau nomisma și o varietate de piese de bronz clar evaluate.

## Iconografie

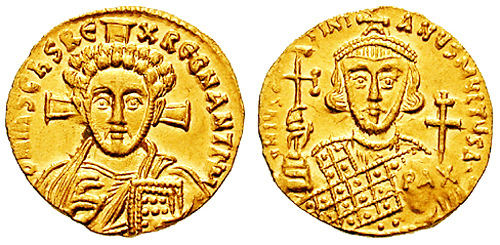
Solidus emis sub Iustinian al II-lea, în a doua domnie, după anul 705.

Primele piese bizantine se înscriu în convențiile romane târzii: pe avers, împăratul este reprezentat mai degrabă din față decât din profil, iar pe revers, în general un simbol creștin precum o cruce, o alegorie a Victoriei, sau un înger (ultimele două tind să nu formeze decât unul).
Piesele de aur ale lui Iustinian al II-lea s-au demarcat de aceste convenții introducând un bust al lui Isus Hristos pe avers, și un semiportret sau unul întreg al împăratului, pe revers. Aceste inovații au avut și efectul de a-l conduce pe califul Abd al-Malik, care copiase, până atunci, stilul bizantin să înlocuiască simbolurile creștine cu echivalentele lor islamice, să dezvolte un stil propriu Islamului, fără portret sau reprezentări pe fiecare parte. Acest stil a fost adoptat practic pe toate piesele musulmane până în epoca modernă.
Stilul lui Iustinian al II-lea a fost reluat după sfârșitul iconoclasmului și, deși a suferit câteva modificări, a rămas normă până la sfârșitul Imperiului.
Piesele bizantine au urmărit până la extrem tendința ca piesele de metal prețios să devină mai mari și mai fine, pe măsură ce trecea timpul. Ultimele piese de aur puteau fi pliate în mână.
Moneda bizantină avea un prestigiu care a durat aproape până la sfârșitul Imperiului. Suveranii europeni, când au putut să-și bată propriile lor monede, au urmărit o versiune simplificată a modelului bizantin, cu portretul lor din față.

## Denominații
Începutul a ceea ce se numește „monedă bizantină” este reforma monetară a lui Anastasiu I în 498, care a pus capăt sistemului monetar al Imperiului Roman târziu, și care consta în piese de aur – solidus – și de bronz nummi. Nummus-ul era o piesă foarte mică de 8 până la 10 mm puțin practică, întrucât trebuiau foarte multe, chiar pentru tranzacții de mică importanță.
Noile piese de bronz au fost stabilite ca multipli de nummus: 40 nummi, 20 nummi, 10 nummi, 5 nummi. Pe avers era reprezentată efigia foarte stilizată a împăratului, iar pe revers era indicată valoarea nominală a piesei potrivit numerației grecești (M=40, K=20, I=10, E=5).

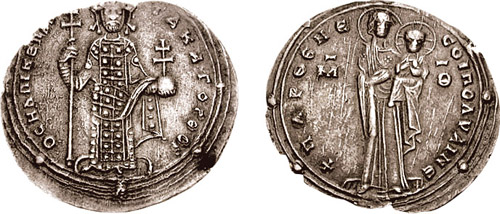
Miliaresion emis sub Romanos al III-lea Arghir.

Piesele de argint erau rar emise, singura emisă regulat era miliaresion, a cărei finețe era variabilă și a cărei greutate se situa, în general,  între 7,5g și 8,5g. Miliaresion a fost bătut pentru prima oară la începutul secolului al VI-lea, dar pare mai obișnuit de la mijlocul secolului al VII-lea până în secolul al IX-lea din era creștină. În timpul acestei perioade, micile tranzacții erau făcute cu piese de bronz.
La începutul secolului al IX-lea, tetarteron-ul, cântărind trei sferturi dintr-un solidus, a fost bătut în paralel cu solidus, cele două păstrând titlul standard, pentru a fi acceptată de piață valoarea lor egală, permițându-se astfel o economie de aur.  Tetarteron-ul a devenit impopular încă de la punerea sa în circulație și nu a fost reemis decât sporadic în cursul secolului al X-lea.
Solidus neschimbat, cunoscut și sub numele de nomisma, a fost denumit histamenon.

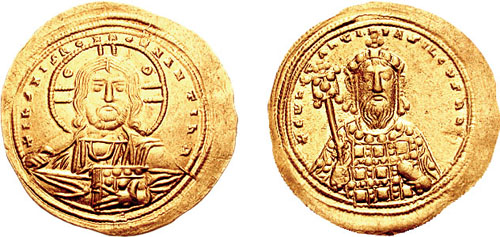
Histamenon emis de Constantin al VIII-lea.

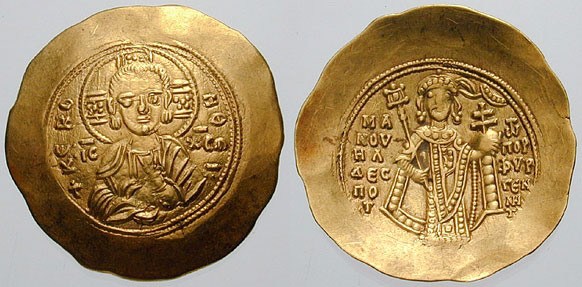
Hyperpyron „scifat” (concav) emis de Manuel I Comnen.

Solidus a rămas un standard al comerțului internațional cu un titlu care varia între 955‰ și 980‰ până în secolul al XI-lea, când a fost depreciat sub mai mulți împărați succesivi, începând cu Constantin Monomahul, până n-a mai conținut decât 15 % aur, sub Roman Diogenes.
Alexie I Comnenul a reformat în întregime denominațiile și a instaurat hyperperul în 1092, ceva mai ușor decât histamenon (4,48g în loc de 4,5g) și cu titlul 875‰ (adică de 21 de carate). A rămas în circulație până la sfârșitul Imperiului, deși a fost și el depreciat începând cu a doua jumătate a secolului al XIV-lea.
Piesele calificate drept scifate erau concave și, în general, făcute din electrum și din bilon. Deși rațiunea exactă a fabricării unor asemenea piese este necunoscută, se crede că ele erau așa pentru ușurința stivuirii lor.
La sfârșitul Imperiului, cele mai multe piese aflate în circulație erau de origine venețiană, dovadă a dependenței sale economice față de fosta sa vasală.